# Michel Schooyans
Michel Schooyans (ur. 6 lipca 1930, zm. 3 maja 2022) – belgijski duchowny katolicki, filozof.

## Życiorys
W 1955 roku przyjął święcenia kapłańskie w Kościele katolickim. W latach 1955–1969 był profesorem filozofii moralności i polityki w Katolickim Uniwersytecie w São Paulo. W 1964 roku objął także funkcję profesora Katolickiego Uniwersytetu w Leuven. W swych pracach krytykuje aborcję, przedstawiając argumenty przeciwko niej.
Zmarł 3 maja 2022.

## Twórczość
- L’avortement: enjeux politiques, 1990 (Aborcja a polityka, 1991)
- La dérive totalitaire du liberalisme, 1991 (Totalne wypaczenie liberalizmu)
- Rodzina w kontekście problemów demograficznych, 1994
- „Arena bitwy o życie”: aktualna sytuacja demograficzna w świecie i w Polsce, 2000
- La Face cachée de l’ONU, 2000 (Ukryte oblicze ONZ, 2002)